# Trouville-la-Haule
Trouville-la-Haule là một xã thuộc tỉnh Eure trong vùng Normandie miền bắc nước Pháp.